# Jackson (Califòrnia)
Jackson és una població dels Estats Units a l'estat de Califòrnia. Segons el cens del 2007 tenia 4.317 habitants.

## Demografia
Segons el cens del 2000, Jackson tenia 3.989 habitants, 1.746 habitatges, i 1.023 famílies. La densitat de població era de 438,8 habitants/km².
Dels 1.746 habitatges en un 24% hi vivien nens de menys de 18 anys, en un 43,8% hi vivien parelles casades, en un 12% dones solteres, i en un 41,4% no eren unitats familiars. En el 36,1% dels habitatges hi vivien persones soles el 20% de les quals corresponia a persones de 65 anys o més que vivien soles. El nombre mitjà de persones vivint en cada habitatge era de 2,13 i el nombre mitjà de persones que vivien en cada família era de 2,74.
Per edats la població es repartia de la següent manera: un 20% tenia menys de 18 anys, un 6,4% entre 18 i 24, un 21,9% entre 25 i 44, un 22,9% de 45 a 60 i un 28,8% 65 anys o més.
L'edat mediana era de 47 anys. Per cada 100 dones de 18 o més anys hi havia 75,3 homes.
La renda mediana per habitatge era de 35.944 $ i la renda mediana per família de 45.887 $. Els homes tenien una renda mediana de 40.444 $ mentre que les dones 35.083 $. La renda per capita de la població era de 21.399 $. Entorn del 4,1% de les famílies i el 8,3% de la població estaven per davall del llindar de pobresa.

## Poblacions més properes
El següent diagrama mostra les poblacions més properes.